# تريلو
تريلو (بالإنجليزية: Trello)‏ هو مشروع لإدارة الأعمال والمهمات بين أعضاء الفريق عبر إنشاء البطاقات وإسناد المهام لأصحابها، ويعرض مدى تقدم المهمة، منشئ هذا المشروع هي شركة "Fog Creek Software" برمجيات فوج كريك في الأساس، أطلقت عليه مجلة Wired في عام 2011 من أفضل سبعة تطبيقات لم تسمع عنها.

## تاريخ
أنشيء عام 2011م ثم انفصل عام 2014م وثم بيع عام 2017م، مقر الشركة في نيويورك في الولايات المتحدة الأمريكية.
تريلو أطلق في فعالية TechCrunch وأطلقه مؤسس fog creek جوبل سبولسكي.
في شهر 7 من عام 2012 وصل عدد المستخدمين إلى 500,000 مستخدم وفي نفس العام في شهر 12 كسروا حاجز 1,000,000 مستخدم وفي عام 2014 شهر 5 يوم 7 تخطوا 4,000,000 مستخدم.
وفي 9 كانون ثاني عام 2017 "Atlassian" أعلن انه عزم على شراء تريلو ب425 مليون دولار أمريكي. وتم دفع 360 مليون دولار نقداً والمتبقي 65 مليون دولار قسمت على شكل حصص وتقسيمات أخرى.

## الخصائص
يستخدم طريقة عرض بالبطاقات لإدارة المشاريع ومهامها. في الأصل يعود استخدام هذه الطريقة لشركة تايوتا اليابانية في حقبة 1980 الميلادية لإدارة سلسة التوريد.
لكل فريق أو مشروع يتم تخصيص لوح _صفحة خاصة_ يتم وضع البطاقات فيه ومشاركتها مع أعضاء الفريق.
بأمكانك أيضاً تنزيله على هاتفك الاندرويد أو الايفون ويتيح لك خاصية التكامل مع عدة تطبيقات ومواقع مثل: سلاك من جوجل.

## مميزات برنامج Trello
يحتوي برنامج Trello على عدد كبير من المميزات ولكن أهم تلك المميزات هو الآتي :
- يمكنك من إدارة مشروعك بشكل دقيق وإظهار كافة التفاصيل .
- تستطيع من خلاله رؤية مدى تطور كل مهمة داخل كل مشروع .
- يمكنك تحديد مواعيد كل مهمة داخل المشروع وإرسال إشعار عند انتهاء المعدل الزمني الخاص بكل مهمة .
- يمكنك العمل على هذا البرنامج بفريق كامل حيث تستطيع توزيع المهام بين أفراد الفريق ورؤية أعمال كل فرد في إجمالي المشروع ومدى إنجازه لعمله .
- وتستطيع من خلال إعدادات البرنامج إرسال إشعار لكافة أعضاء فريق العمل عند انتهاء جزء معين من المشروع أو عند تغير خطة المشروع أو حسب إعدادات المسبقة للبرنامج .
- يمكنك فتح البرنامج من أي جهاز تشغيل وفي أي وقت لانه يدعم جميع أجهزة التشغيل .
- البرنامج مجاني بالكامل ولا يتطلب منك أي تكلفة إضافية .
- يمتاز البرنامج بواجهة بسيطة جداً تمكنك من التعامل معه وتعلمه بشكل سريع جداً وبدون خبرة مسبقة عالية.[9]

## وصلات خارجية
- الموقع الرسمي